# Sumuhu'ali Yanuf III.
Sumuhu'ali Yanuf III. (sabäisch s1mhʿly ynf S1umuʿalī Yanūf), Sohn und Nachfolger des Yada'il Bayyin II., war ein Herrscher (Mukarrib) des altsüdarabischen Reiches Saba. Hermann von Wissmann setzte seine Regierungszeit um 390 v. Chr. an.
Trotz der offenbar bröckelnden Macht des sabäischen Großreiches und des von seinem Vater begonnenen Krieges gegen Qataban beherrschte Sumuhu'ali Yanuf III. noch ein großes Gebiet, wie eine vom König der in Nadschran ansässigen Muha'mir gesetzte Inschrift zeigt. Zwei Inschriften aus Abyan bei Aden zeigen, dass auch die Küste des Indischen Ozeans damals noch nicht von Qataban erobert worden war. Möglicherweise dienten die unter seiner Herrschaft renovierten Straßen von Marib nach Sirwah der Sicherung der Fluchtmöglichkeit nach Sirwah, da sich die sabäische Hauptstadt Marib nahe an der Grenze nach Qataban befand. Dazu kommt eine private Inschrift ohne besondere historische Aussagekraft.